# Alfred Poulin
Pour les articles homonymes, voir Poulin.
Alfred A. Poulin Jr est un poète américain (14 mars 1938 - 5 juin 1996), professeur à l'Université de l'État de New York à partir de 1971 et où, en 1976, fonda les Éditions BOA (en), une des maisons d'éditions indépendantes les plus importantes dans le domaine de la poésie contemporaine aux États-Unis. 
on l’appel le coureur de filles 